# Türkiye Kupası 2014/15
Der Türkische Fußballpokal 2014/15 war die 53. Austragung des Fußballpokalwettbewerbs der Herren. Das Finale wurde am 3. Juni 2015 in dem Bursa Atatürk Stadı in Bursa ausgetragen.
Der türkische Pokalsieger erhält das Startrecht in der Gruppenphase zur UEFA Europa League 2015/16. Ist der Pokalsieger bereits über die Süper Lig für die Champions League oder deren Qualifikationsrunde qualifiziert, ist nach der neuen Regelung der UEFA nicht mehr wie in den Vorjahren der Verlierer des Finales für die Europa League qualifiziert. Stattdessen rückt der Dritte der Süper-Lig-Abschlusstabelle von der 3. Qualifikationsrunde in die Gruppenphase, und der Fünfte erhält als zusätzlicher Teilnehmer den freien Platz in der 2. Qualifikationsrunde, da der Vierte in die 3. Qualifikationsrunde aufrückt.
Im Vergleich zu den Spielzeiten zuvor wurde die Gruppenphase nicht mit zwei, sondern mit acht Gruppen a vier Mannschaften ausgetragen.
Gewinner wurde Galatasaray im Spiel gegen Bursaspor (3:2), was den zweiten Pokalsieg in Folge bedeutete.

## Teilnehmende Mannschaften
Für den türkischen Pokal waren folgende 159 Mannschaften teilnahmeberechtigt:
| Süper Lig die 18 Vereine der Saison 2014/15 | TFF 1. Lig die 18 Vereine der Saison 2014/15 | TFF 2. Lig die 37 Vereine der Saison 2014/15 | TFF 3. Lig die 54 Vereine der Saison 2014/15 | Bölgesel Amatör Lig 32 Mannschaften |
| Akhisar Belediyespor Balıkesirspor Beşiktaş Istanbul Bursaspor Çaykur Rizespor Eskişehirspor Fenerbahçe Istanbul Galatasaray Istanbul Gaziantepspor Gençlerbirliği Ankara Istanbul Başakşehir Kardemir Karabükspor Kasımpaşa Istanbul Kayseri Erciyesspor Mersin İdman Yurdu Sivasspor Torku Konyaspor Trabzonspor | Adana Demirspor Adanaspor Albimo Alanyaspor Altınordu Izmir Boluspor Bucaspor Denizlispor Elazığspor Gaziantep BB Giresunspor Karşıyaka SK Kayserispor Manisaspor Medical Park Antalyaspor Orduspor Osmanlıspor FK Samsunspor Şanlıurfaspor | 1461 Trabzon Altay Izmir Aydınspor 1923 Anadolu Selçukluspor Bandırmaspor Bayrampaşaspor Bugsaşspor Centone Karagümrük Diyarbakır BB Düzyurtspor Fethiyespor Gölbaşıspor Göztepe Izmir Gümüşhanespor Hacettepe SK Hatayspor İnegölspor Kahramanmaraşspor Kartalspor Keçiörengücü Kırklarelispor Kocaeli Birlikspor Körfez İskenderunspor Menemen Belediyespor MKE Ankaragücü Nazilli Belediyespor Ofspor Pazarspor Pendikspor Sarıyer SK Tarsus İdman Yurdu Tepecikspor TKİ Tavşanlı Linyitspor Tokatspor Turgutluspor Ümraniyespor Yeni Malatyaspor | 68 Yeni Aksarayspor Ankara Adliyespor Ankara Demirspor Arsinspor Ayvalıkgücü Batman Petrolspor Bayburt Grup İl Özel İdare GS Bergama Belediyespor Beylerbeyi SK Bozüyükspor Bursa Nilüferspor Çankırıspor Çatalcaspor Çine Madranspor Çorum Belediyespor Dardanelspor Darıca Gençlerbirliği Denizli Belediyespor Derincespor Elibol Sandıklıspor Erzin Belediyespor Erzincan Refahiyespor BB Erzurumspor Etimesgut Belediyespor Eyüpspor FBM Makina Balçova Yaşamspor Gaziosmanpaşaspor Gölcükspor Halide Edip Adıvar SK Istanbul Güngörenspor İstanbulspor Kahramanmaraş BB Kayseri Şekerspor Kemer Tekirovaspor Kırıkhanspor Kızılcabölükspor Maltepespor Manavgatspor Niğde Belediyespor Orhangazispor Payas Belediyespor 1975 Sakaryaspor Sancaktepe Belediyespor Şekerspor Silivrispor Sivas 4 Eylül Belediyespor Trabzon Akçaabat FK Tire 1922 Spor Tuzlaspor Üsküdar Anadolu Van Büyükşehir Belediyespor Yeşil Bursa SK Yeni Diyarbakırspor Zonguldak Kömürspor | 12 Bingölspor Adıyaman İl Özel İdare Arhavispor Altınova Belediyespor Bartınspor Beyköy Belediyespor Bucak Belediyespor Cizre Spor Dersimspor Edirnespor GK Eğirdirspor Hasköy Yıldız Spor Iğdır Aras SK Karaman Belediyespor Karsspor Kastamonuspor 1966 Kilis Belediyespor Kurtalanspor Mardinspor MKE Kırıkkalespor Nevşehirspor GK Osmaniyespor FK Patnos Gençlik Serhat Ardahan Spor Sinopspor Sorgun Belediyespor Tatvan Gençlerbirliği Spor Tekirdağspor Uşak Sportif Yeni Amasyaspor Yeşil Kırşehirspor Yüksekova Belediyespor |

## Termine
Die Spielrunden wurden an folgenden Terminen ausgetragen:
- Qualifikationsrunde: 3. September 2014
- 1. Hauptrunde: 10. September 2014
- 2. Hauptrunde: 24. September 2014
- 3. Hauptrunde: 28. Oktober 2014 – 5. November 2014
- Gruppenphase: 3. Dezember 2014 – 4. Februar 2015
- Achtelfinale: 11. Februar 2015
- Viertelfinale: 4. März / 8. April 2015
- Halbfinale: 29. April / 20. Mai 2015
- Finale in Bursa: 3. Juni 2015

## Qualifikationsrunde
Die Auslosung für die Qualifikationsrunde fand am 15. August 2014 statt. In der Saison 2014/15 ergab die Auslosung, in der regionale Kriterien berücksichtigt und Mannschaften aus Provinzen ausgewählt wurden, die die geringste Anzahl an Vereinen im Senioren- und Juniorenbereich aufwiesen, folgende Begegnungen:
| Datum            |                            | Ergebnis                    |                        |
| ---------------- | -------------------------- | --------------------------- | ---------------------- |
| 03.09. 14.30 Uhr | Iğdir Aras SK              | 1:1 n. V. (0:0) (2:3 i. E.) | Serhat Ardahan Spor    |
| 03.09. 14.30 Uhr | Yüksekova Belediyespor     | 1:2 (0:1)                   | Cizrespor              |
| 03.09. 14.30 Uhr | Dersimspor                 | 8:1 (2:0)                   | Hasköy Yıldız Sporr    |
| 03.09. 14.30 Uhr | Arhavispor                 | 1:0 (1:0)                   | Karsspor               |
| 03.09. 14.40 Uhr | 12 Bingölspor              | 6:0 (2:0)                   | Patnos Gençlik         |
| 03.09. 14.30 Uhr | Tatvan Gençlerbirliği Spor | 2:1 (2:0)                   | Kurtalanspor           |
| 03.09. 14.30 Uhr | Mardinspor                 | 2:1 (2:0)                   | Kilis Belediyespor     |
| 03.09. 14.30 Uhr | Osmaniyespor FK            | 3:0 n. V.                   | Adıyaman İl Özel İdare |
| 03.09. 15.00 Uhr | Bartınspor                 | 0:0 n. V. (3:2 i. E.)       | Kastamonuspor 1966     |
| 03.09. 15.00 Uhr | Karaman Belediyespor       | 2:1 n. V. (1:1, 0:0)        | Uşak Sportif           |
| 03.09. 15.00 Uhr | Sinopspor                  | 1:0 n. V.                   | Yeni Amasyaspor        |
| 03.09. 15.00 Uhr | Sorgun Belediyespor        | 2:1 (0:0)                   | MKE Kırıkkalespor      |
| 03.09. 15.00 Uhr | Nevşehirspor GK            | 4:1 n. V. (1:1, 1:0)        | Yeşil Kırşehirspor     |
| 03.09. 15.30 Uhr | Edirnespor GK              | 0:2 (0:0)                   | Beyköy Belediyespor    |
| 03.09. 15.30 Uhr | Eğirdirspor                | 1:5 (1:4)                   | Bucak Belediyespor     |
| 03.09. 15.30 Uhr | Tekirdağspor               | 3:0 (0:0)                   | Altınova Belediyespor  |

## 1. Hauptrunde
Die Auslosung für die 1. Hauptrunde fand am 4. September 2014 statt. Für die 1. Hauptrunde waren zur Teilnahme berechtigt: die acht Sieger aus der Qualifikationsrunde, die 26 Vereine aus der Bölgesel Amatör Lig sowie die 53 Vereine aus der TFF 3. Lig 2014/15. Bozüyükspor nahm seine Teilnahme an der TFF 3. Lig 2014/15-Saison zurück, wodurch sie auch nicht am Pokal teilnehmen durfte. Bursa Nilüferspor zog damit in die 2. Hauptrunde.
| Datum            |                            | Ergebnis                         |                               |
| ---------------- | -------------------------- | -------------------------------- | ----------------------------- |
| 10.09. 13.30 Uhr | Tatvan Gençlerbirliği Spor | 1:1 n. V. (0:0) (4:5 i. E.)      | Yeni Diyarbakırspor           |
| 10.09. 13.30 Uhr | Van BB                     | 2:3 (1:2)                        | Batman Petrolspor             |
| 10.09. 13.30 Uhr | Arhavispor                 | 0:3 (0:1)                        | Bayburt Grup İl Özel İdare GS |
| 10.09. 13.30 Uhr | Serhat Ardahan Spor        | 1:2 (1:1)                        | Trabzon Akçaabat FK           |
| 10.09. 14.00 Uhr | Sorgun Belediyespor        | 0:2 (1:1, 0:1)                   | Etimesgut Belediyespor        |
| 10.09. 14.00 Uhr | Arsinspor                  | 0:1 (0:0)                        | BB Erzurumspor                |
| 10.09. 14.00 Uhr | Erzincan Refahiyespor      | 1:2 n. V. (0:0)                  | Sivas 4 Eylül Belediyespor    |
| 10.09. 14.00 Uhr | Nevşehirspor GK            | 0:1 n. V.                        | Kahramanmaraş BBSK            |
| 10.09. 14.00 Uhr | Palas Belediye 1975        | 1:2 (1:1)                        | Kırıkhanspor                  |
| 10.09. 14.00 Uhr | Niğde Belediyespor         | 1:1 n. V. (0:0) (5:4 i. E.)      | Kayseri Şekerspor             |
| 10.09. 14.00 Uhr | Mardinspor                 | 1:4 (1:0)                        | Cizrespor                     |
| 10.09. 14.00 Uhr | Erzin Belediyespor         | 1:0 (1:0)                        | Osmaniyespor FK               |
| 10.09. 14.00 Uhr | Sinopspor                  | 0:0 n. V. (2:4 i. E.)            | Çankırıspor                   |
| 10.09. 14.00 Uhr | 12 Bingölspor              | 1:0 (0:0)                        | Dersimspor                    |
| 10.09. 14.00 Uhr | Üsküdar Anadolu 1908 SK    | 1:0 n. V.                        | Beyköy Belediyespor           |
| 10.09. 14.30 Uhr | Tutap Şekerspor            | 1:3 n. V. (1:1, 1:1)             | Çorum Belediyespor            |
| 10.09. 14.30 Uhr | Dardanelspor               | 0:1 (0:1)                        | Ayvalıkgücü Belediyespor      |
| 10.09. 14.30 Uhr | 68 Yeni Aksarayspor        | 2:0 (0:0)                        | Karaman Belediyespor          |
| 10.09. 14.30 Uhr | Derincespor                | 2:1 (2:1)                        | Beylerbeyi SK                 |
| 10.09. 14.30 Uhr | Eyüpspor                   | 0:0 n. V. (4:3 i. E.)            | Silivrispor                   |
| 10.09. 14.30 Uhr | Gölcükspor                 | 2:1 (1:0)                        | Maltepespor                   |
| 10.09. 14.30 Uhr | Manavgatspor               | 2:3 (2:0)                        | Denizli BB                    |
| 10.09. 14.30 Uhr | Orhangazispor              | 2:3 (1:1)                        | Yeşil Bursa SK                |
| 10.09. 14.30 Uhr | Sakaryaspor                | 1:1 n. V. (1:1, 1:0) (5:3 i. E.) | Sancaktepe BB                 |
| 10.09. 14.30 Uhr | Sandıklıspor               | 1:0 n. V.                        | Kızılcabölükspor              |
| 10.09. 14.30 Uhr | Tuzlaspor                  | 3:1 (3:0)                        | Darıca Gençlerbirliği         |
| 10.09. 14.30 Uhr | Ankara Demirspor           | 1:2 (1:1)                        | Ankara Adliyespor             |
| 10.09. 14.30 Uhr | İstanbulspor               | 0:5 (0:2)                        | Tekirdağspor                  |
| 10.09. 14.30 Uhr | Balçova Yaşamspor          | 1:0 (1:0)                        | Çine Madranspor               |
| 10.09. 14.30 Uhr | Istanbul Güngörenspor      | 4:1 (3:1)                        | Çatalcaspor                   |
| 10.09. 14.30 Uhr | Kemer Tekirovaspor         | 2:0 (2:0)                        | Bucak Belediyespor            |
| 10.09. 14.30 Uhr | Halide Edip Adıvar SK      | 1:3 (1:0)                        | Gaziosmanpaşaspor             |
| 10.09. 14.30 Uhr | Bartınspor                 | 2:3 (1:2)                        | Zonguldak Kömürspor           |
| 10.09. 14.30 Uhr | Tire 1922 Spor             | 2:0 (0:0)                        | Bergama Belediyespor          |

## 2. Hauptrunde
Die Auslosung für die 2. Hauptrunde fand am 4. September 2014 statt. Für die 2. Hauptrunde waren zur Teilnahme berechtigt: die 35 Sieger aus der 1. Hauptrunde sowie die 63 Vereine aus der Süper Lig, TFF 1.Lig und TFF 2.Lig.
| Datum            |                               | Ergebnis                         |                            |
| ---------------- | ----------------------------- | -------------------------------- | -------------------------- |
| 23.09. 13:30 Uhr | Trabzon Akçaabat FK           | 0:0 n. V. (4:2 i. E.)            | Denizlispor                |
| 23.09. 13:30 Uhr | Tekirdağspor                  | 1:5 (0:2)                        | Çaykur Rizespor            |
| 23.09. 14:00 Uhr | Bayrampaşaspor                | 1:1 n. V. (1:1, 0:0) (5:4 i. E.) | Adanaspor                  |
| 23.09. 14:00 Uhr | Çorum Belediyespor            | 2:2 n. V. (2:2, 2:2) (3:4 i. E.) | Manisaspor                 |
| 23.09. 14:00 Uhr | Yeni Diyarbakırspor           | 1:2 (1:0)                        | Samsunspor                 |
| 23.09. 17.00 Uhr | Bucaspor                      | 2:1 (1:0)                        | Batman Petrolspor          |
| 23.09. 17.00 Uhr | Konya Anadolu Selçukspor      | 1:2 (1:0)                        | Gaziantep BB               |
| 23.09. 17.00 Uhr | Osmanlıspor FK                | 0:2 (0:1)                        | Kırıkhanspor               |
| 23.09. 17.00 Uhr | Kayserispor                   | 7:0 (6:0)                        | Kahramanmaraş BBSK         |
| 23.09. 18.00 Uhr | Göztepe Izmir                 | 2:1 (1:1)                        | Bursa Nilüferspor          |
| 23.09. 19.30 Uhr | Tarsus İdman Yurdu            | 1:6 (0:1)                        | Eskişehirspor              |
| 24.09. 12.00 Uhr | Hacettepespor                 | 0:0 n. V. (2:4 i. E.)            | Torku Konyaspor            |
| 24.09. 12.00 Uhr | Cizrespor                     | 3:1 (2:1)                        | Aydınspor 1923             |
| 24.09. 13.30 Uhr | Bayburt Grup İl Özel İdare GS | 1:1 n. V. (1:1, 1:1) (4:2 i. E.) | Pendikspor                 |
| 24.09. 13.30 Uhr | Balçova Yaşamspor             | 1:1 n. V. (1:1, 1:1) (3:1 i. E.) | Balıkesirspor              |
| 24.09. 13.30 Uhr | Diyarbakır BB                 | 4:2 n. V. (2:2, 0:0)             | Ankara Adliyespor          |
| 24.09. 13.30 Uhr | Ofspor                        | 1:0 (1:0)                        | Tire 1922 Spor             |
| 24.09. 14.00 Uhr | Sakaryaspor                   | 2:2 n. V. (2:2, 1:0) (6:7 i. E.) | Giresunspor                |
| 24.09. 14.00 Uhr | Sarıyer SK                    | 3:0 (1:0)                        | Turgutluspor               |
| 24.09. 14.00 Uhr | Ümraniyespor                  | 2:1 (1:1)                        | Pazarspor                  |
| 24.09. 14.00 Uhr | Yeşil Bursa SK                | 1:3 (0:1)                        | 1461 Trabzon               |
| 24.09. 14.00 Uhr | Centone Karagümrük            | 3:2 n. V. (2:2, 0:0)             | Bandırmaspor               |
| 24.09. 14.00 Uhr | İnegölspor                    | 2:0 (0:0)                        | Niğde Belediyespor         |
| 24.09. 14.00 Uhr | Keçiörengücü                  | 2:1 (1:1)                        | Boluspor                   |
| 24.09. 14.00 Uhr | Tepecikspor                   | 2:0 (0:0)                        | Üsküdar Anadolu 1908 SK    |
| 24.09. 14.00 Uhr | Tuzlaspor                     | 2:0 (2:0)                        | Kartalspor                 |
| 24.09. 14.00 Uhr | Bugsaşspor                    | 0:1 n. V.                        | 68 Yeni Aksarayspor        |
| 24.09. 14.00 Uhr | Körfez İskenderunspor         | 0:1 (0:0)                        | Albimo Alanyaspor          |
| 24.09. 14.00 Uhr | Tavşanlı Linyitspor           | 1:1 n. V. (1:1, 0:1) (6:5 i. E.) | Denizli BB                 |
| 24.09. 14.00 Uhr | Zonguldak Kömürspor           | 4:2 (1:1)                        | Gümüşhanespor              |
| 24.09. 14.00 Uhr | Gölbaşıspor                   | 1:1 n. V. (0:0) (4:3 i. E.)      | Kırklarelispor             |
| 24.09. 14.00 Uhr | Çankırıspor                   | 2:1 n. V. (1:1, 1:0)             | Nazilli Belediyespor       |
| 24.09. 14.00 Uhr | Hatayspor                     | 3:1 (1:0)                        | Gaziosmanpaşaspor          |
| 24.09. 14.00 Uhr | Sandıklıspor                  | 1:0 (0:0)                        | Kocaeli Birlikspor         |
| 24.09. 15.00 Uhr | Kahramanmaraşspor             | 4:2 n. V. (2:2, 1:1)             | 12 Bingölspor              |
| 24.09. 16.00 Uhr | Yeni Malatyaspor              | 1:0 (0:0)                        | Eyüpspor                   |
| 24.09. 17.00 Uhr | Orduspor                      | 2:1 n. V. (1:1, 0:0)             | Düzyurtspor                |
| 24.09. 17.00 Uhr | Mersin İdman Yurdu            | 3:0 (2:0)                        | Kemer Tekirovaspor         |
| 24.09. 17.00 Uhr | Adana Demirspor               | 4:1 (1:0)                        | İstanbul Güngörenspor      |
| 24.09. 17.00 Uhr | Kayseri Erciyesspor           | 0:1 (0:0)                        | Etimesgut Belediyespor     |
| 24.09. 18.00 Uhr | Altınordu Izmir               | 2:0 (0:0)                        | Menemen Belediyespor       |
| 24.09. 18.00 Uhr | Fethiyespor                   | 1:0 (0:0)                        | Derincespor                |
| 24.09. 18.00 Uhr | MKE Ankaragücü                | 2:0 (0:0)                        | Gölcükspor                 |
| 24.09. 19.30 Uhr | Karşıyaka SK                  | 1:1 n. V. (1:1, 0:0) (3:4 i. E.) | Altay Izmir                |
| 25.09. 13:30 Uhr | Erzin Belediyespor            | 0:5 (0:1)                        | Gaziantepspor              |
| 25.09. 15:00 Uhr | Elazığspor                    | 3:2 (0:0)                        | Ayvalıkgücü Belediyespor   |
| 25.09. 15:00 Uhr | Şanlıurfaspor                 | 3:3 n. V. (2:2, 2:0) (1:3 i. E.) | Sivas 4 Eylül Belediyespor |
| 25.09. 17:00 Uhr | Antalyaspor                   | 1:3 (0:0)                        | BB Erzurumspor             |
| 25.09. 19.30 Uhr | Istanbul Başakşehir           | 1:0 (1:0)                        | Tokatspor                  |

## 3. Hauptrunde
Die Auslosung für die 3. Hauptrunde fand am 30. September 2014 statt. Für die 3. Hauptrunde waren zur Teilnahme berechtigt: die 49 Sieger aus der 2. Hauptrunde sowie die fünf Vereine aus der Süper Lig (Platz 6 bis 10 der Saison 2013/14).
| Datum            |                               | Ergebnis                         |                            |
| ---------------- | ----------------------------- | -------------------------------- | -------------------------- |
| 28.10. 12:00 Uhr | Cizrespor                     | 2:0 (0:0)                        | Göztepe Izmir              |
| 28.10. 12:00 Uhr | Tuzlaspor                     | 3:1 (2:0)                        | Kasımpaşa Istanbul         |
| 28.10. 15:00 Uhr | Gençlerbirliği Ankara         | 6:0 (3:0)                        | Etimesgut Belediyespor     |
| 28.10. 18:00 Uhr | Akhisar Belediyespor          | 2:1 n. V. (1:1, 0:1)             | BB Erzurumspor             |
| 29.10. 12:00 Uhr | Bayrampaşaspor                | 0:1 (0:1)                        | Giresunspor                |
| 29.10. 12:00 Uhr | Çankırıspor                   | 2:3 (2:1)                        | Gaziantepspor              |
| 29.10. 12:00 Uhr | Diyarbakır BB                 | 3:2 n. V. (2:2, 2:0)             | Albimo Alanyaspor          |
| 29.10. 12:00 Uhr | Gaziantep BB                  | 1:0 (0:0)                        | 68 Yeni Aksarayspor        |
| 29.10. 12:00 Uhr | Kahramanmaraşspor             | 1:3 (1:1)                        | Centone Karagümrük         |
| 29.10. 12:00 Uhr | Keçiörengücü                  | 1:0 n. V.                        | Fethiyespor                |
| 29.10. 12:00 Uhr | Kırıkhanspor                  | 0:4 (0:1)                        | Eskişehirspor              |
| 29.10. 12:00 Uhr | Tavşanlı Linyitspor           | 0:2 (0:1)                        | MKE Ankaragücü             |
| 29.10. 12:00 Uhr | 1461 Trabzon                  | 0:1 (0:1)                        | Sivas 4 Eylül Belediyespor |
| 29.10. 14:00 Uhr | Altınordu Izmir               | 1:0 (0:0)                        | Ofspor                     |
| 29.10. 14:00 Uhr | Samsunspor                    | 0:0 n. V. (4:1 i. E.)            | Yeni Malatyaspor           |
| 29.10. 15:00 Uhr | Bursaspor                     | 2:0 (0:0)                        | Tepecikspor                |
| 29.10. 18:00 Uhr | Çaykur Rizespor               | 4:1 (1:0)                        | Trabzon Akçaabat FK        |
| 30.10. 11:00 Uhr | İnegölspor                    | 2:2 n. V. (1:1, 1:1) (2:4 i. E.) | Kardemir Karabükspor       |
| 30.10. 12:00 Uhr | Gölbaşıspor                   | 0:0 n. V. (3:4 i. E.)            | Kayserispor                |
| 30.10. 12:00 Uhr | Sarıyer SK                    | 1:0 (0:0)                        | Orduspor                   |
| 30.10. 13:30 Uhr | Altay Izmir                   | 1:2 (1:1)                        | Torku Konyaspor            |
| 30.10. 18:00 Uhr | Mersin İdman Yurdu            | 2:0 (1:0)                        | Hatayspor                  |
| 05.11. 12:00 Uhr | FBM Balçova Yaşamspor         | 1:0 (0:0)                        | Elazığspor                 |
| 05.11. 12:00 Uhr | Bayburt Grup İl Özel İdare GS | 2:2 n. V. (2:2, 2:1) (5:4 i. E.) | Bucaspor                   |
| 05.11. 14:00 Uhr | Adana Demirspor               | 2:0 (2:0)                        | Sandıklıspor               |
| 05.11. 14:00 Uhr | Manisaspor                    | 2:1 (2:1)                        | Zonguldak Kömürspor        |
| 05.11. 17:00 Uhr | Istanbul Başakşehir           | 3:1 n. V. (1:1, 0:1)             | Ümraniyespor               |

## Gruppenphase
An der Gruppenphase nahmen 32 Teams teil. Beşiktaş Istanbul, Fenerbahçe Istanbul, Galatasaray Istanbul, Sivasspor und Trabzonspor waren direkt qualifiziert, dazu kamen noch 27 Vereine aus der 3. Hauptrunde.
Die Gruppenauslosung fand am 7. November 2014 im Hasan Doğan Milli Takımlar Kamp ve Eğitim Merkezi in Riva; Istanbul statt.

### Gruppe A
| Pl. | Verein        | Sp. | S | U | N | Tore    | Diff. | Punkte |
| --- | ------------- | --- | - | - | - | ------- | ----- | ------ |
| 1.  | Tuzlaspor     | 6   | 4 | 1 | 1 | 013:100 | +3    | 13     |
| 2.  | Sivasspor     | 6   | 4 | 0 | 2 | 013:600 | +7    | 12     |
| 3.  | Gaziantepspor | 6   | 2 | 2 | 2 | 008:800 | ±0    | 08     |
| 4.  | Gaziantep BB  | 6   | 0 | 1 | 5 | 005:150 | −10   | 01     |

| 2. Dezember 2014  |           |               |                       |
| Gaziantep BB      | 2:3 (0:1) | Tuzlaspor     | Gaskispor Tesisleri   |
| 3. Dezember 2014  |           |               |                       |
| Sivasspor         | 1:2 (0:0) | Gaziantepspor | Sivas 4 Eylül Stadı   |
| 16. Dezember 2014 |           |               |                       |
| Tuzlaspor         | 3:1 (2:0) | Sivasspor     | Tuzla Belediye Sahası |
| 17. Dezember 2014 |           |               |                       |
| Gaziantepspor     | 0:0       | Gaziantep BB  | Kâmil Ocak Stadı      |
| 24. Dezember 2014 |           |               |                       |
| Sivasspor         | 4:0 (4:0) | Gaziantep BB  | Sivas 4 Eylül Stadı   |
| 25. Dezember 2014 |           |               |                       |
| Gaziantepspor     | 2:2 (1:1) | Tuzlaspor     | Kâmil Ocak Stadı      |
| 31. Dezember 2014 |           |               |                       |
| Tuzlaspor         | 2:1 (1:1) | Gaziantepspor | Tuzla Belediye Sahası |
| Gaziantep BB      | 1:2 (1:2) | Sivasspor     | Kâmil Ocak Stadı      |
| 28. Januar 2015   |           |               |                       |
| Gaziantepspor     | 0:2 (0:0) | Sivasspor     | Kâmil Ocak Stadı      |
| Tuzlaspor         | 3:1 (1:1) | Gaziantep BB  | Tuzla Belediye Sahası |
| 4. Februar 2015   |           |               |                       |
| Sivasspor         | 3:0 (1:0) | Tuzlaspor     | Sivas 4 Eylül Stadı   |
| Gaziantep BB      | 1:3 (0:0) | Gaziantepspor | Kâmil Ocak Stadı      |

### Gruppe B
| Pl. | Verein               | Sp. | S | U | N | Tore    | Diff. | Punkte |
| --- | -------------------- | --- | - | - | - | ------- | ----- | ------ |
| 1.  | Trabzonspor          | 6   | 3 | 3 | 0 | 014:100 | +13   | 12     |
| 2.  | Manisaspor           | 6   | 2 | 1 | 3 | 006:160 | −10   | 07     |
| 3.  | Akhisar Belediyespor | 6   | 1 | 3 | 2 | 006:800 | −2    | 06     |
| 4.  | Keçiörengücü         | 6   | 1 | 3 | 2 | 005:600 | −1    | 06     |

| 2. Dezember 2014     |           |                      |                         |
| Akhisar Belediyespor | 3:2 (1:0) | Manisaspor           | Manisa 19 Mayıs Stadı   |
| 4. Dezember 2014     |           |                      |                         |
| Keçiörengücü         | 1:1 (0:0) | Trabzonspor          | Osmanlı Stadı           |
| 17. Dezember 2014    |           |                      |                         |
| Manisaspor           | 1:0 (1:0) | Keçiörengücü         | Manisa 19 Mayıs Stadı   |
| 18. Dezember 2014    |           |                      |                         |
| Trabzonspor          | 0:0       | Akhisar Belediyespor | Hüseyin Avni Aker Stadı |
| 25. Dezember 2014    |           |                      |                         |
| Trabzonspor          | 9:0 (2:0) | Manisaspor           | Hüseyin Avni Aker Stadı |
| Keçiörengücü         | 1:1 (1:1) | Akhisar Belediyespor | Aktepe Stadı            |
| 31. Dezember 2014    |           |                      |                         |
| Akhisar Belediyespor | 1:2 (0:1) | Keçiörengücü         | Manisa 19 Mayıs Stadı   |
| 1. Januar 2015       |           |                      |                         |
| Manisaspor           | 0:2 (0:2) | Trabzonspor          | Manisa 19 Mayıs Stadı   |
| 27. Januar 2015      |           |                      |                         |
| Trabzonspor          | 0:0       | Keçiörengücü         | Hüseyin Avni Aker Stadı |
| Manisaspor           | 1:1 (0:0) | Akhisar Belediyespor | Manisa 19 Mayıs Stadı   |
| 3. Februar 2015      |           |                      |                         |
| Akhisar Belediyespor | 0:2 (0:1) | Trabzonspor          | Manisa 19 Mayıs Stadı   |
| 4. Februar 2015      |           |                      |                         |
| Keçiörengücü         | 1:2 (1:0) | Manisaspor           | Aktepe Stadı            |

### Gruppe C
| Pl. | Verein             | Sp. | S | U | N | Tore    | Diff. | Punkte |
| --- | ------------------ | --- | - | - | - | ------- | ----- | ------ |
| 1.  | Bursaspor          | 6   | 3 | 3 | 0 | 014:500 | +9    | 12     |
| 2.  | Mersin İdman Yurdu | 6   | 2 | 2 | 2 | 008:900 | −1    | 08     |
| 3.  | Centone Karagümrük | 6   | 2 | 1 | 3 | 003:100 | −7    | 07     |
| 4.  | Samsunspor         | 6   | 1 | 2 | 3 | 008:900 | −1    | 05     |

| 3. Dezember 2014   |           |                    |                        |
| Samsunspor         | 1:2 (0:1) | Centone Karagümrük | Samsun 19 Mayıs Stadı  |
| 10. Dezember 2014  |           |                    |                        |
| Bursaspor          | 1:1 (1:1) | Mersin Idman Yurdu | Bursa Atatürk Stadı    |
| 17. Dezember 2014  |           |                    |                        |
| Mersin Idman Yurdu | 3:1 (2:1) | Samsunspor         | Tevfik Sırrı Gür Stadı |
| Centone Karagümrük | 1:1 (1:0) | Bursaspor          | Vefa Stadı             |
| 23. Dezember 2014  |           |                    |                        |
| Centone Karagümrük | 1:0 (1:0) | Mersin Idman Yurdu | Vefa Stadı             |
| 24. Dezember 2014  |           |                    |                        |
| Samsunspor         | 3:2 (1:1) | Bursaspor          | Samsun 19 Mayıs Stadı  |
| 31. Dezember 2014  |           |                    |                        |
| Bursaspor          | 1:1 (1:0) | Samsunspor         | Bursa Atatürk Stadı    |
| 1. Januar 2015     |           |                    |                        |
| Mersin Idman Yurdu | 3:0 (0:0) | Centone Karagümrük | Mersin Arena           |
| 27. Januar 2015    |           |                    |                        |
| Mersin Idman Yurdu | 0:5 (0:1) | Bursaspor          | Mersin Arena           |
| 28. Januar 2015    |           |                    |                        |
| Centone Karagümrük | 0:3 (0:0) | Samsunspor         | Vefa Stadı             |
| 4. Februar 2015    |           |                    |                        |
| Samsunspor         | 1:1 (1:0) | Mersin Idman Yurdu | Samsun 19 Mayıs Stadı  |
| 5. Februar 2015    |           |                    |                        |
| Bursaspor          | 3:0 (1:0) | Centone Karagümrük | Bursa Atatürk Stadı    |

### Gruppe D
| Pl. | Verein                     | Sp. | S | U | N | Tore    | Diff. | Punkte |
| --- | -------------------------- | --- | - | - | - | ------- | ----- | ------ |
| 1.  | Kardemir Karabükspor       | 6   | 4 | 1 | 1 | 013:600 | +7    | 13     |
| 2.  | Istanbul Başakşehir        | 6   | 2 | 3 | 1 | 009:800 | +1    | 09     |
| 3.  | MKE Ankaragücü             | 6   | 1 | 2 | 3 | 006:110 | −5    | 05     |
| 4.  | Sivas 4 Eylül Belediyespor | 6   | 1 | 2 | 3 | 006:800 | −2    | 05     |

| 2. Dezember 2014           |           |                            |                                  |
| Istanbul Başakşehir        | 3:2 (1:0) | MKE Ankaragücü             | Başakşehir Fatih Terim Stadı     |
| 4. Dezember 2014           |           |                            |                                  |
| Sivas 4 Eylül Belediyespor | 2:1 (2:0) | Kardemir Karabükspor       | Muhsin Yazıcıoğlu Spor Kompleksi |
| 17. Dezember 2014          |           |                            |                                  |
| Kardemir Karabükspor       | 2:2 (1:0) | Istanbul Başakşehir        | Dr. Necmettin Şeyhoğlu Stadı     |
| 18. Dezember 2014          |           |                            |                                  |
| MKE Ankaragücü             | 1:1 (1:1) | Sivas 4 Eylül Belediyespor | Ankara 19 Mayıs Stadı            |
| 23. Dezember 2014          |           |                            |                                  |
| MKE Ankaragücü             | 0:3 (0:3) | Kardemir Karabükspor       | Ankara 19 Mayıs Stadı            |
| 24. Dezember 2014          |           |                            |                                  |
| Istanbul Başakşehir        | 0:0       | Sivas 4 Eylül Belediyespor | Başakşehir Fatih Terim Stadı     |
| 30. Dezember 2014          |           |                            |                                  |
| Kardemir Karabükspor       | 2:0 (0:0) | MKE Ankaragücü             | Dr. Necmettin Şeyhoğlu Stadı     |
| Sivas 4 Eylül Belediyespor | 1:2 (0:0) | Istanbul Başakşehir        | Muhsin Yazıcıoğlu Spor Kompleksi |
| 27. Januar 2015            |           |                            |                                  |
| MKE Ankaragücü             | 1:1 (0:1) | Istanbul Başakşehir        | Ankara 19 Mayıs Stadı            |
| 28. Januar 2015            |           |                            |                                  |
| Kardemir Karabükspor       | 2:1 (2:0) | Sivas 4 Eylül Belediyespor | Dr. Necmettin Şeyhoğlu Stadı     |
| 3. Februar 2015            |           |                            |                                  |
| Istanbul Başakşehir        | 1:2 (1:0) | Kardemir Karabükspor       | Başakşehir Fatih Terim Stadı     |
| 5. Februar 2015            |           |                            |                                  |
| Sivas 4 Eylül Belediyespor | 1:2 (1:2) | MKE Ankaragücü             | Sivas 4 Eylül Stadı              |

### Gruppe E
| Pl. | Verein                  | Sp. | S | U | N | Tore    | Diff. | Punkte |
| --- | ----------------------- | --- | - | - | - | ------- | ----- | ------ |
| 1.  | Kayserispor             | 6   | 3 | 2 | 1 | 011:700 | +4    | 11     |
| 2.  | Fenerbahçe Istanbul     | 6   | 3 | 2 | 1 | 013:600 | +7    | 11     |
| 3.  | Bayburt Grup Özel İdare | 6   | 2 | 1 | 3 | 009:120 | −3    | 07     |
| 4.  | Altınordu Izmir         | 6   | 1 | 1 | 4 | 004:120 | −8    | 04     |

| 2. Dezember 2014        |           |                         |                                   |
| Fenerbahçe Istanbul     | 1:2 (1:1) | Kayserispor             | Şükrü Saracoğlu Stadı             |
| 3. Dezember 2014        |           |                         |                                   |
| Altınordu Izmir         | 1:0 (0:0) | Bayburt Grup Özel İdare | İzmir Atatürk Stadyumu            |
| 16. Dezember 2014       |           |                         |                                   |
| Bayburt Grup Özel İdare | 1:3 (1:2) | Fenerbahçe Istanbul     | Bayburt Genç Osman Sentetik Stadı |
| Kayserispor             | 3:0 (0:0) | Altınordu Izmir         | Kayseri Kadir Has Stadı           |
| 23. Dezember 2014       |           |                         |                                   |
| Fenerbahçe Istanbul     | 1:1 (0:0) | Altınordu Izmir         | Şükrü Saracoğlu Stadı             |
| 24. Dezember 2014       |           |                         |                                   |
| Kayserispor             | 2:2 (1:0) | Bayburt Grup Özel İdare | Kayseri Kadir Has Stadı           |
| 31. Dezember 2014       |           |                         |                                   |
| Bayburt Grup Özel İdare | 3:0 (0:0) | Kayserispor             | Bayburt Gençosman Stadı           |
| 20. Januar 2015         |           |                         |                                   |
| Altınordu Izmir         | 1:2 (1:1) | Fenerbahçe Istanbul     | Izmir Atatürk Stadyumu            |
| 27. Januar 2015         |           |                         |                                   |
| Kayserispor             | 1:1 (1:0) | Fenerbahçe Istanbul     | Kayseri Kadir Has Stadı           |
| 28. Januar 2015         |           |                         |                                   |
| Bayburt Grup Özel İdare | 3:1 (1:0) | Altınordu Izmir         | Bayburt Gençosman Stadı           |
| 3. Februar 2015         |           |                         |                                   |
| Fenerbahçe Istanbul     | 5:0 (3:0) | Bayburt Grup Özel İdare | Şükrü Saracoğlu Stadı             |
| 4. Februar 2015         |           |                         |                                   |
| Altınordu Izmir         | 0:3 (0:2) | Kayserispor             | Izmir Atatürk Stadyumu            |

### Gruppe F
| Pl. | Verein            | Sp. | S | U | N | Tore    | Diff. | Punkte |
| --- | ----------------- | --- | - | - | - | ------- | ----- | ------ |
| 1.  | Çaykur Rizespor   | 6   | 4 | 2 | 0 | 007:200 | +5    | 14     |
| 2.  | Beşiktaş Istanbul | 6   | 3 | 1 | 2 | 012:500 | +7    | 10     |
| 3.  | Adana Demirspor   | 6   | 2 | 1 | 3 | 008:110 | −3    | 07     |
| 4.  | Sarıyer SK        | 6   | 1 | 0 | 5 | 004:130 | −9    | 03     |

| 3. Dezember 2014  |           |                   |                          |
| Çaykur Rizespor   | 2:1 (1:1) | Adana Demirspor   | Yeni Rize Şehir Stadı    |
| 4. Dezember 2014  |           |                   |                          |
| Sarıyer SK        | 0:4 (0:2) | Beşiktaş Istanbul | Yusuf Ziya Öniş Stadı    |
| 18. Dezember 2014 |           |                   |                          |
| Adana Demirspor   | 1:0 (1:0) | Sarıyer SK        | 5 Ocak Fatih Terim Stadı |
| Beşiktaş Istanbul | 0:1 (0:1) | Çaykur Rizespor   | Atatürk-Olympiastadion   |
| 24. Dezember 2014 |           |                   |                          |
| Beşiktaş Istanbul | 1:2 (0:1) | Adana Demirspor   | Yusuf Ziya Öniş Stadı    |
| 25. Dezember 2014 |           |                   |                          |
| Sarıyer SK        | 0:2 (0:2) | Çaykur Rizespor   | Yusuf Ziya Öniş Stadı    |
| 31. Dezember 2014 |           |                   |                          |
| Çaykur Rizespor   | 1:0 (0:0) | Sarıyer SK        | Yeni Rize Şehir Stadı    |
| 21. Januar 2015   |           |                   |                          |
| Adana Demirspor   | 1:4 (1:1) | Beşiktaş Istanbul | 5 Ocak Fatih Terim Stadı |
| 28. Januar 2015   |           |                   |                          |
| Adana Demirspor   | 1:1 (0:0) | Çaykur Rizespor   | 5 Ocak Fatih Terim Stadı |
| 29. Januar 2015   |           |                   |                          |
| Beşiktaş Istanbul | 3:1 (1:0) | Sarıyer SK        | Atatürk-Olympiastadion   |
| 5. Februar 2015   |           |                   |                          |
| Sarıyer SK        | 3:2 (1:1) | Adana Demirspor   | Yusuf Ziya Öniş Stadı    |
| Çaykur Rizespor   | 0:0       | Beşiktaş Istanbul | Yeni Rize Şehir Stadı    |

### Gruppe G
| Pl. | Verein               | Sp. | S | U | N | Tore    | Diff. | Punkte |
| --- | -------------------- | --- | - | - | - | ------- | ----- | ------ |
| 1.  | Galatasaray Istanbul | 6   | 4 | 0 | 2 | 020:800 | +12   | 12     |
| 2.  | Eskişehirspor        | 6   | 4 | 0 | 2 | 011:600 | +5    | 12     |
| 3.  | Diyarbakır BB        | 6   | 2 | 2 | 2 | 007:100 | −3    | 08     |
| 4.  | Balçova Yaşamspor    | 6   | 0 | 2 | 4 | 006:200 | −14   | 02     |

| 3. Dezember 2014     |           |                      |                                 |
| Diyarbakır BB        | 2:2 (1:2) | Balçova Yaşamspor    | Seyrantepe Diski Spor Tesisleri |
| Galatasaray Istanbul | 4:2 (2:1) | Eskişehirspor        | Türk Telekom Arena              |
| 16. Dezember 2014    |           |                      |                                 |
| Balçova Yaşamspor    | 1:9 (1:5) | Galatasaray Istanbul | İzmir Atatürk Stadı             |
| 17. Dezember 2014    |           |                      |                                 |
| Eskişehirspor        | 3:0 (1:0) | Diyarbakır BB        | Eskişehir Atatürk Stadı         |
| 23. Dezember 2014    |           |                      |                                 |
| Diyarbakır BB        | 1:4 (1:1) | Galatasaray Istanbul | Seyrantepe Diski Spor Tesisleri |
| 24. Dezember 2014    |           |                      |                                 |
| Balçova Yaşamspor    | 1:2 (0:0) | Eskişehirspor        | Ulucak Stadı                    |
| 16. Januar 2015      |           |                      |                                 |
| Eskişehirspor        | 3:0 (1:0) | Balçova Yaşamspor    | Eskişehir Atatürk Stadı         |
| 22. Januar 2015      |           |                      |                                 |
| Galatasaray Istanbul | 0:2 (0:1) | Diyarbakır BB        | Türk Telekom Arena              |
| 28. Januar 2015      |           |                      |                                 |
| Balçova Yaşamspor    | 1:1 (1:1) | Diyarbakır BB        | Buca Arena                      |
| Eskişehirspor        | 1:0 (1:0) | Galatasaray Istanbul | Eskişehir Atatürk Stadı         |
| 4. Februar 2015      |           |                      |                                 |
| Diyarbakır BB        | 1:0 (1:0) | Eskişehirspor        | Seyrantepe Diski Spor Tesisleri |
| Galatasaray Istanbul | 3:1 (1:1) | Balçova Yaşamspor    | Türk Telekom Arena              |

### Gruppe H
| Pl. | Verein                | Sp. | S | U | N | Tore    | Diff. | Punkte |
| --- | --------------------- | --- | - | - | - | ------- | ----- | ------ |
| 1.  | Gençlerbirliği Ankara | 6   | 3 | 3 | 0 | 010:300 | +7    | 12     |
| 2.  | Torku Konyaspor       | 6   | 2 | 1 | 3 | 010:700 | +3    | 07     |
| 3.  | Cizrespor             | 6   | 2 | 1 | 3 | 006:140 | −8    | 07     |
| 4.  | Giresunspor           | 6   | 1 | 3 | 2 | 005:700 | −2    | 06     |

| 2. Dezember 2014      |           |                       |                        |
| Torku Konyaspor       | 1:2 (1:1) | Giresunspor           | Konya Büyükşehir Stadı |
| 9. Dezember 2014      |           |                       |                        |
| Cizrespor             | 1:2 (1:2) | Gençlerbirliği Ankara | Cizre İlçe Stadı       |
| 16. Dezember 2014     |           |                       |                        |
| Gençlerbirliği Ankara | 2:0 (1:0) | Torku Konyaspor       | Ankara 19 Mayıs Stadı  |
| 17. Dezember 2014     |           |                       |                        |
| Giresunspor           | 1:2 (0:2) | Cizrespor             | Giresun Atatürk Stadı  |
| 23. Dezember 2014     |           |                       |                        |
| Giresunspor           | 2:2 (2:0) | Gençlerbirliği Ankara | Giresun Atatürk Stadı  |
| 24. Dezember 2014     |           |                       |                        |
| Torku Konyaspor       | 7:1 (3:0) | Cizrespor             | Konya Büyükşehir Stadı |
| 30. Dezember 2014     |           |                       |                        |
| Gençlerbirliği Ankara | 0:0       | Giresunspor           | Ankara 19 Mayıs Stadı  |
| 31. Dezember 2014     |           |                       |                        |
| Cizrespor             | 2:0 (1:0) | Torku Konyaspor       | Cizre Ilçe Stadyumu    |
| 27. Januar 2015       |           |                       |                        |
| Giresunspor           | 0:2 (0:0) | Torku Konyaspor       | Giresun Atatürk Stadı  |
| 29. Januar 2015       |           |                       |                        |
| Gençlerbirliği Ankara | 4:0 (2:0) | Cizrespor             | Ankara 19 Mayıs Stadı  |
| 4. Februar 2015       |           |                       |                        |
| Torku Konyaspor       | 0:0       | Gençlerbirliği Ankara | Konya Büyükşehir Stadı |
| Cizrespor             | 0:0       | Giresunspor           | Cizre Ilçe Stadyumu    |

## K.o.-Phase

### Achtelfinale
Die Achtelfinals wurden in einem Spiel entschieden, wobei die Gruppen-Ersten Heimrecht genossen.
| Datum            |                       | Ergebnis                         |                     |
| ---------------- | --------------------- | -------------------------------- | ------------------- |
| 10.02. 19:30 Uhr | Trabzonspor           | 2:3 n. V. (2:2, 2:2)             | Sivasspor           |
| 11.02. 13:00 Uhr | Kardemir Karabükspor  | 2:4 n. V. (2:2, 2:1)             | Mersin İdman Yurdu  |
| 11.02. 15:00 Uhr | Bursaspor             | 1:1 n. V. (0:0, 0:0) (3:2 i. E.) | Istanbul Başakşehir |
| 11.02. 17:00 Uhr | Kayserispor           | 1:0 (1:0)                        | Beşiktaş Istanbul   |
| 11.02. 19:45 Uhr | Çaykur Rizespor       | 1:4 (0:1)                        | Fenerbahçe Istanbul |
| 12.02. 12:30 Uhr | Tuzlaspor             | 1:3 (0:0)                        | Manisaspor          |
| 12.02. 16:00 Uhr | Gençlerbirliği Ankara | 3:0 (1:0)                        | Eskişehirspor       |
| 12.02. 18:00 Uhr | Galatasaray Istanbul  | 4:1 (4:1)                        | Torku Konyaspor     |

### Viertelfinale
Die Auslosung für Viertel- und Halbfinale fand am 17. Februar statt.
Hinspiele: 3./4. und 18. März 2015
Rückspiele: 14.–16. April 2015
|                      | Gesamt          |                       | Hinspiel  | Rückspiel            |
| -------------------- | --------------- | --------------------- | --------- | -------------------- |
| Galatasaray Istanbul | 5:1             | Manisaspor            | 4:0 (2:0) | 1:1 (1:0)            |
| Kayserispor          | 2:2 (1:3 i. E.) | Sivasspor             | 1:1 (0:1) | 1:1 n. V. (1:1, 1:0) |
| Bursaspor            | 4:3             | Gençlerbirliği Ankara | 1:1 (0:0) | 3:2 (0:2)            |
| Mersin İdman Yurdu   | 2:6             | Fenerbahçe Istanbul   | 1:2 (0:2) | 1:4 (0:2)            |

### Halbfinale
Hinspiele: 28./30. April 2015
Rückspiele: 19./21. Mai 2015
|                      | Gesamt |                     | Hinspiel  | Rückspiel |
| -------------------- | ------ | ------------------- | --------- | --------- |
| Galatasaray Istanbul | 5:3    | Sivasspor           | 4:1 (2:1) | 1:2 (0:0) |
| Bursaspor            | 4:2    | Fenerbahçe Istanbul | 1:2 (1:2) | 3:0 (1:0) |

### Finale
| Paarung              | Galatasaray Istanbul – Bursaspor |
| Ergebnis             | 3:2 (1:1) |
| Datum                | 3. Juni 2015 |
| Stadion              | Atatürk Stadı, Bursa |
| Schiedsrichter       | Bülent Yıldırım (Kayseri) |
| Tore                 | 0:1 Fernandão (27., Foulelfmeter) 1:1 Burak Yılmaz (40.) 2:1 Burak Yılmaz (48.) 2:2 Volkan Şen (58.) 3:2 Burak Yılmaz (60.) |
| Galatasaray Istanbul | Sinan Bolat – Alex Telles, Hakan Balta, Semih Kaya, Sabri Sarıoğlu – Yasin Öztekin, Selçuk İnan (89. Umut Bulut), Felipe Melo, Wesley Sneijder, Hamit Altıntop (78. Emre Çolak) – Burak Yılmaz (90+2. Olcan Adın) Cheftrainer: Hamza Hamzaoğlu |
| Bursaspor            | Harun Tekin – Aziz Behich (64. Emre Taşdemir), Ertuğrul Ersoy, Samil Cinaz, Şener Özbayraklı – Ozan Tufan (86. Bekir Yılmaz), Fernando Belluschi, Volkan Şen , Josué, Cédric Bakambu (90. Enes Ünal) – Fernandão Cheftrainer: Şenol Güneş      |
| Gelbe Karten         | Felipe Melo (2.), Aurélien Chedjou (45.), Sinan Bolat (63.), Sabri Sarıoğlu (70.) – Fernandão (23.), Şamil Cinaz (67.), Josué, (82.) |
| Besonderheiten       | Spieler des Spiels: Burak Yılmaz |

## Torschützenliste
Bei gleicher Anzahl von Treffern sind die Spieler alphabetisch nach Nachnamen bzw. Künstlernamen sortiert.
| Pl.               | Name                | Mannschaft              | Tore |
| ----------------- | ------------------- | ----------------------- | ---- |
| 01.               | Cédric Bakambu      | Bursaspor               | 8    |
| 02.               | Goran Pandev        | Galatasaray Istanbul    | 7    |
| 03.               | Mehmet Alaeddinoğlu | Tuzlaspor               | 6    |
| 03.               | Rogelio Funes Mori  | Eskişehirspor           | 6    |
| 03.               | Gökhan Özkan        | Bayburt Grup Özel İdare | 6    |
| 05.               | Deniz Kadah         | Çaykur Rizespor         | 5    |
| 05.               | Birol Öztürk        | Tekirdağspor            | 5    |
| 05.               | Volkan Şen          | Bursaspor               | 5    |
| 05.               | Pierre Webó         | Fenerbahçe Istanbul     | 5    |
| Stand: Saisonende |                     |                         |      |